# Austrodecus conifer
Austrodecus conifer là một loài nhện biển trong họ Austrodecidae. Loài này thuộc chi Austrodecus. Austrodecus conifer được miêu tả khoa học năm 1991 bởi Stock.